# HMS E45
HMS E45 – brytyjski okręt podwodny typu E. Zbudowany w latach 1915–1916 w Cammell Laird, Birkenhead. Okręt został wodowany 25 stycznia 1916 roku i rozpoczął służbę w Royal Navy 1 sierpnia 1916 roku. Pierwszym dowódcą został Lt. Cdr. Geoffrey R.S. Watkins.
E45 został przystosowany do stawiania min.
W 1916 roku należał do Dziewiątej Flotylli Okrętów Podwodnych (9th Submarine Flotilla) stacjonującej w Harwich.
6 września 1922 roku okręt został sprzedany firmie Ellis & Co.